# (55873) Shiomidake
(55873) Shiomidake est un astéroïde de la ceinture principale.

## Description
(55873) Shiomidake est un astéroïde de la ceinture principale d'astéroïdes. Il fut découvert le 26 octobre 1997 à Susono par Makio Akiyama. Il présente une orbite caractérisée par un demi-grand axe de 2,57 UA, une excentricité de 0,23 et une inclinaison de 2,5° par rapport à l'écliptique.

## Compléments